# Phyllophaga inflativentris
Phyllophaga inflativentris är en skalbaggsart som beskrevs av Moser 1918. Phyllophaga inflativentris ingår i släktet Phyllophaga och familjen Melolonthidae. Inga underarter finns listade i Catalogue of Life.